# Liste des États et dynasties islamiques
Cet article répertorie certains états, empires ou dynasties ayant été dirigés par une élite musulmane ou, d'une manière ou d'une autre, ayant fait partie d'un empire musulman.
Les chercheurs discutent de ce qui constitue exactement un empire. Une définition définit un empire comme un État qui étend sa domination sur des zones et des populations distinctes sur le plan culturel et ethnique par rapport à l'autorité au centre du pouvoir.
Les premières conquêtes musulmanes ont commencé du vivant de Mahomet. Ses successeurs ont conquis de vastes étendues du Moyen-Orient jusqu'à l'Afrique du Nord, ainsi que certaines parties de l'Europe méridionale et du sous-continent indien, au cours des décennies qui ont suivi sa mort. Le califat fondé par ses premiers successeurs, appelé Califat des Rachidoune, a laissé place au califat omeyyade, puis au califat abbasside.
Tandis que les califats se fracturaient et tombaient progressivement, d’autres dynasties musulmanes se soulevaient; certaines de ces dynasties sont devenues des "empires islamiques", les plus notables étant les empires safavide, ottoman et moghol.

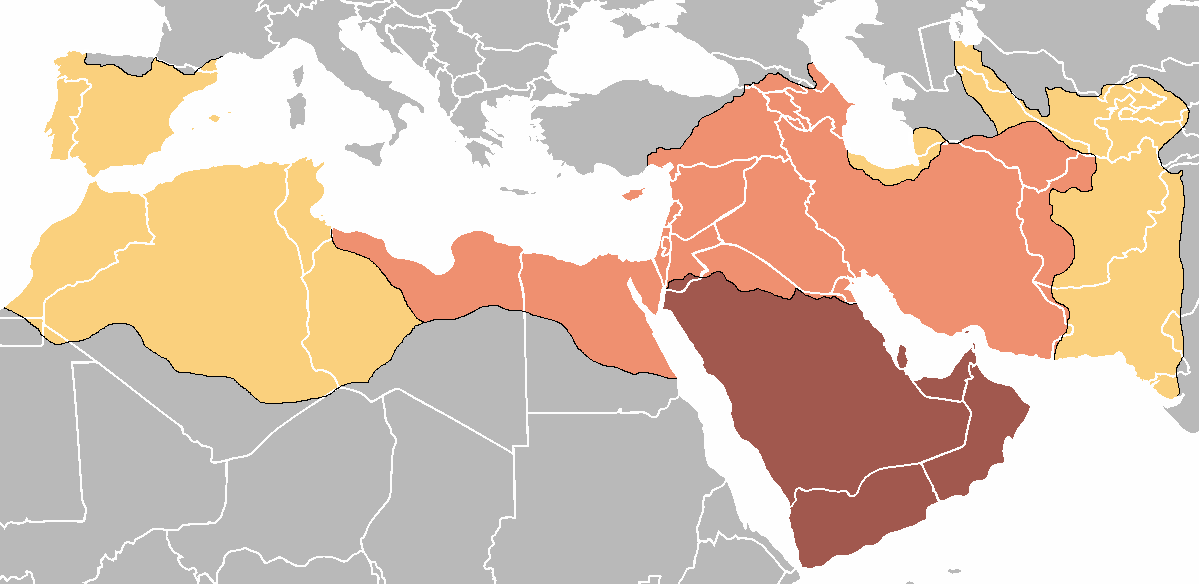
L'empire omeyyade à son apogée

- Le Califat des Rachidoune (632–661) – Début de l'empire islamique
- Le califat omeyyade (661–750) – Successeur du califat de Rashidun
- Le califat abbasside (750-1258) – Successeur du califat omeyyade, chute de Bagdad (1258) 
  - Le califat omeyyade de Cordoue en Espagne islamique (929–1031)
- Le califat fatimide (909–1171). Fin de l'empire arabe
- Le califat almohade (1121-1269)
- Le sultanat mamelouk (califat abbasside du Caire) (1261-1517)
- Le califat ottoman (1517-1924)
- Le califat de Sokoto (1804-1903)
- Le califat Hachémite (1924-1925)

## Empires régionaux

### Iran
- Les Samanides (819-999)
- Les Tahirides (820 - 872)

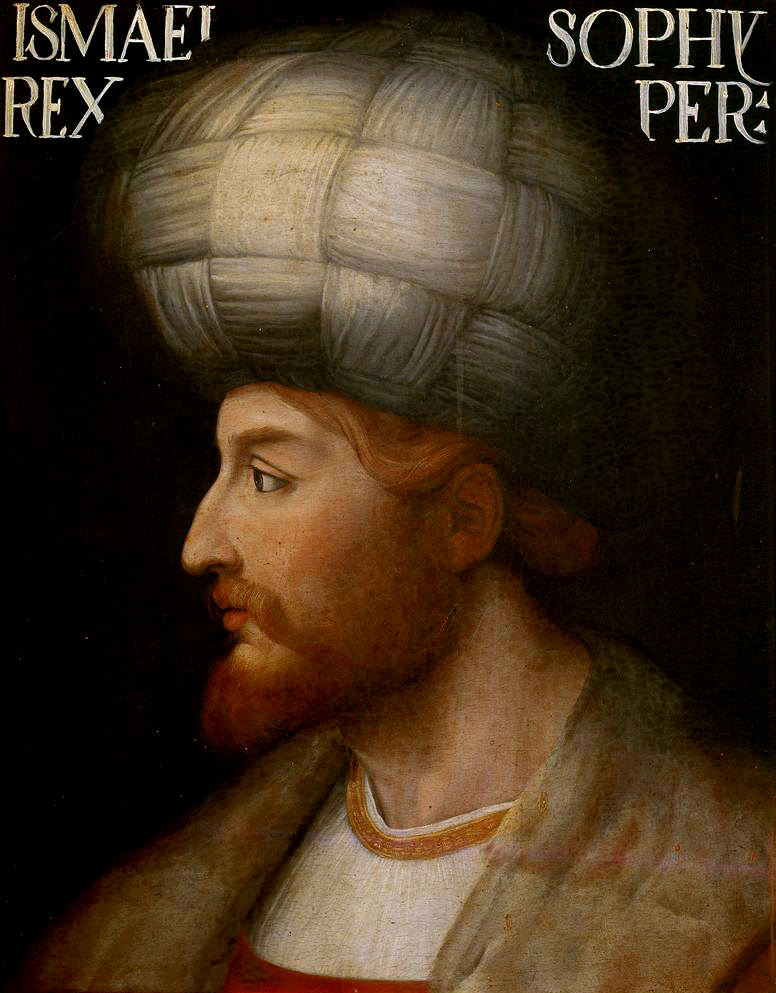
Shah Ismail I, fondateur de la dynastie des Séfévides

- La dynastie des Saffarides (861 - 1003)
- Les Ghorides (879 - 1215)
- La dynastie des Bouyides (932/945 - 1055)
- Les Ghaznévides (962 - 1187)
- L'empire seldjoukide (1037 - 1194)
- L'empire Khwarezmian - La dynastie Khwarezm-Shâh (1077 - 1231)
- Les Rassoulides (1229 - 1454)
- L'Ilkhanat de Perse (Mongol) (1256 - 1335)
- Les Mozaffarides (1313 - 1393)
- Les Qara Qoyunlu (1375 - 1469)
- La confédération des Aq Qoyunlu (1378 - 1508)
- La dynastie des Séfévides (1502-1736), les dynasties Afcharide et Kadjar
- La dynastie Hotaki (1709 - 1738)
- Les Chirvanchahs
- Le Charifate de la Mecque
- Les Qarmates
- Les Rassides du Yémen
- Le royaume d'Arabie Saoudite
- Le sultanat d'Oman

### Anatolie (Turquie)

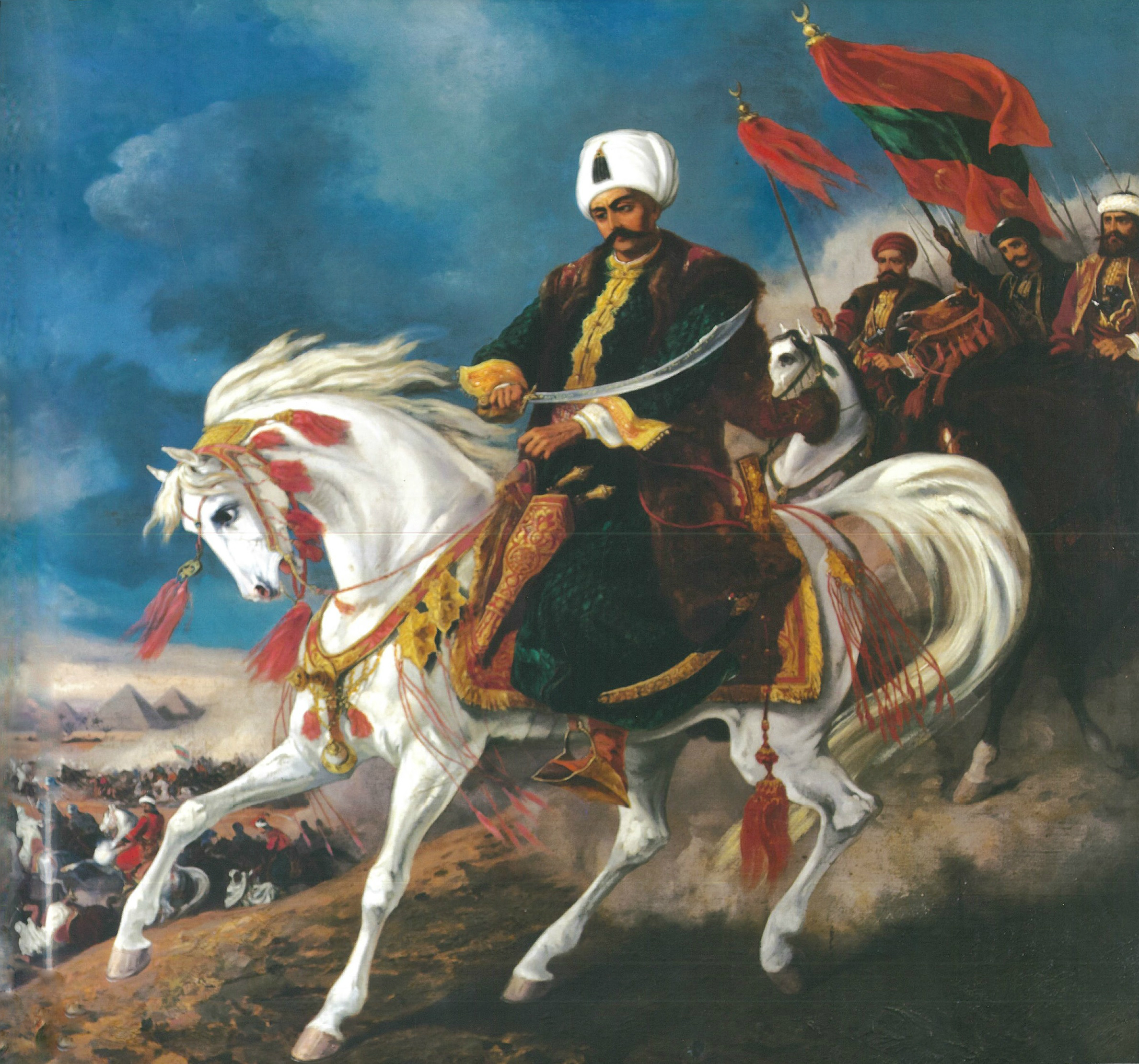
Sélim I^{er (Premier calife ottoman)}

- La dynastie Danichmendides (1071-1178)
- La dynastie des Saltukides (1071–1202)
- La dynastie des Mengüjekides (1072-1277)
- Le Sultanat de Roum (1077–1308)
- La dynastie des Artukides (1101–1409)
- L'Empire ottoman (1299-1923)

### Afrique sub-saharienne
- Le royaume de Kanem (VIIIe siècle - 1846)
- Le sultanat de Kilwa (957 - 1517)
- L' empire Ajuran (XIIIe siècle - XVIIe siècle)
- L' empire du Mali de la dynastie Keita (1230 – 1610)
- L'empire Songhaï (1340 - 1591)
- Le sultanat d'Adal (1415 - 1555)
- L'empire Peul de Boundou de Malick Daouda Sy (XVIIIe siècle - XIXe siècle)
- L' empire de Sokoto (1804 - 1903)
- L'Empire Peul du Macina de Sékou Amadou (XIXe siècle)
- L'empire d'El Hadj Oumar Tall (XIXe siècle)

### Afrique du Nord
- La dynastie des Rostémides d'Algérie (767 - 909)
- La dynastie des Aghlabides d'Ifriqiya (Tunisie et Algérie) (800 - 909)
- La dynastie des Sulaymanides d'Algérie (786-953)
- La dynastie des Idrissides du Maroc (789-985)
- Émirat de Nekor au Maroc (710-1019)
- royaume sufrite de Tlemcen en Algérie (742-790)
- La dynastie des Zirides d'Algérie (947-953/-/972_1148)
- La dynastie des Hammadides (1014-1152) d'Algérie
- La dynastie des Almoravides (1040-1147) de Mauritanie
- La dynastie des Almohades (1121-1269) du Maroc et D'Algérie
- La dynastie des Hafsides d'Ifriqiya (Tunisie) (1229-1574)
- La dynastie des Zianides et le Sultanat zianide de Tlemcen (1236-1554) en Algérie
- Le Royaume des Beni Abbès d'Algérie (1510-1872)
- Le Royaume de Koukou d'Algérie (1515-1730)
- La Régence d'Alger puis Royaume d'Alger (1516-1830)
- La dynastie des Mérinides du Maroc (1244 - 1465)
- La dynastie des Wattasides du Maroc (1472 - 1554)
- La dynastie des Saadiens du Maroc (1511-1628)
- La dynastie alaouite du Maroc (1666 - …)
- La dynastie des Mouradites de Tunisie (1613-1702)
- La dynastie husseinite de Tunisie (1705/1957)
- La Régence de Tripoli en Libye (1551-1911)
- Le Royaume des Sulaymides (1203-1557) d’Algérie
- L' État Derviche (1896-1920)

### Égypte
- dynastie Toulounides  (868-905)
- dynastie Ikhchidides (935-969)
- Califat Fatimide (905-1171)

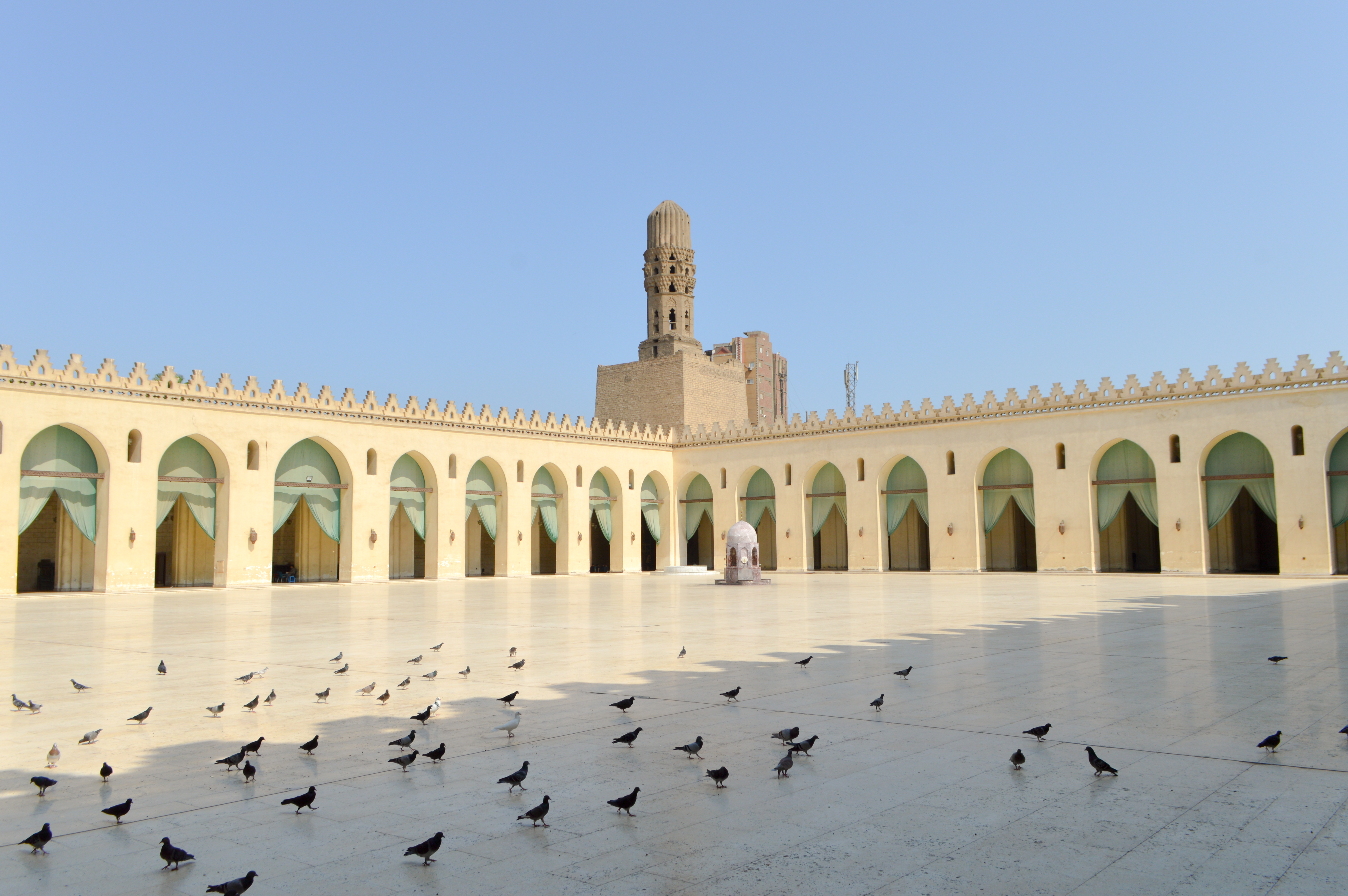
Mosquée Al Hakim, Le Caire

- dynastie des Ayyoubide (1171-1250)
- Banu Kanz (943-1365)
- dynastie des Mamelouk (califat abbasside du Caire) (1250-1517)

### Europe

#### Europe du Sud
- L'émirat de Bari (847 – 871)
- L'émirat de Crète (824 – 961)
- L'émirat de Sicile (965 - 1072)

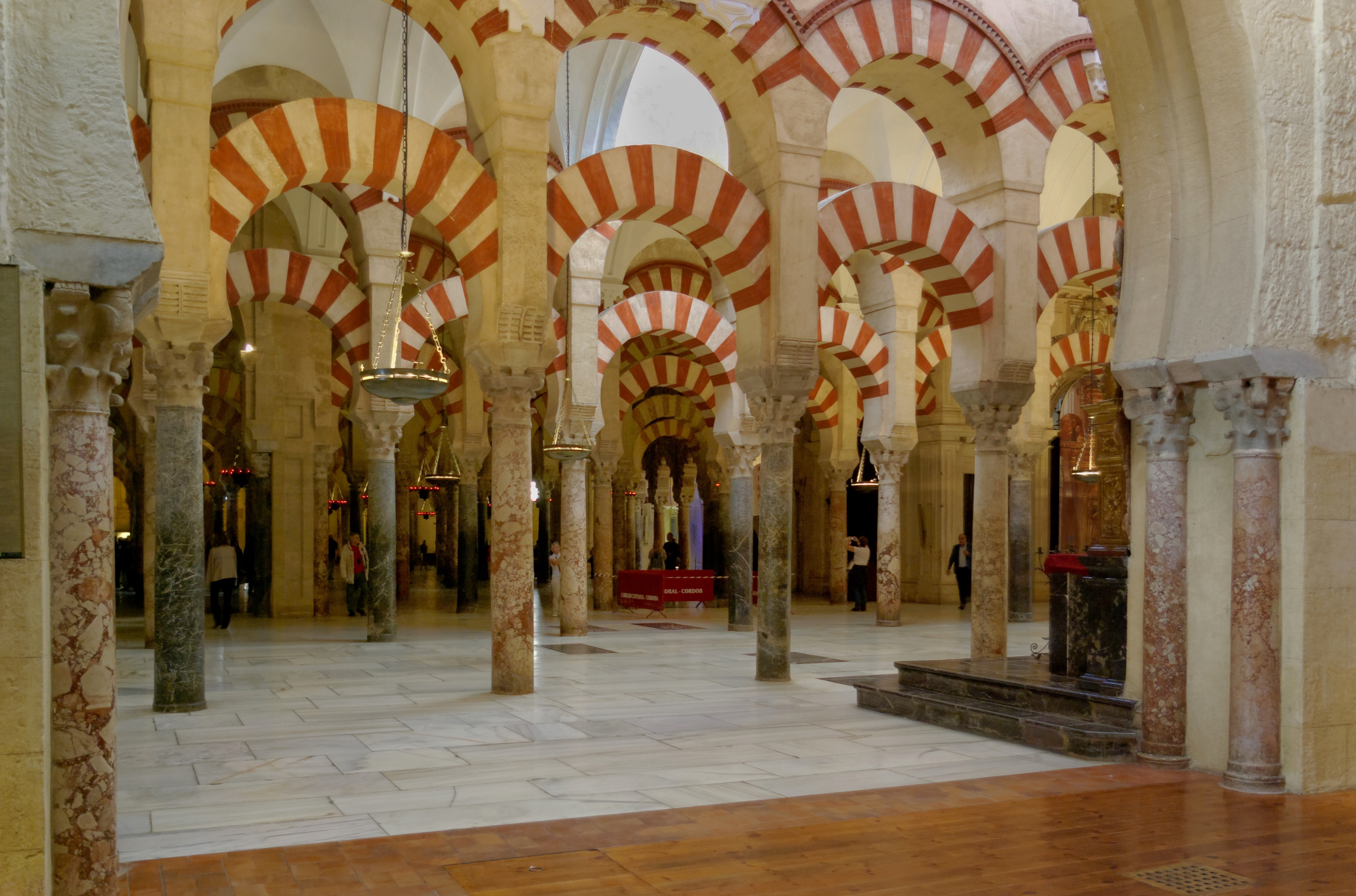
Mezquita

- L'Émirat de Cordoue en Al-Andalus (756-929)
- Le Califat de Cordoue en Al-Andalus (929 – 1031)
- La première période de taïfas en Al-Andalus (1039-1086)
- La conquête almoravide en Al-Andalus (1086-1147)
- La deuxième période de taïfas en Al-Andalus
- La Conquête almohade d'al-Andalus en Al-Andalus (1147-1212)
- La troisième période de taïfas en Al-Andalus
- Dynastie des Nasrides et Royaume de Grenade en Al-Andalus (1238-1492)

#### Europe de l'Est
- La khanat bulgare de la Volga (922 - 1236)
- La Horde d'Or (1251 – 1502)
- Le khanat de Kazan (1438 - 1552)
- Le khanat de Crimée (1441 - 1783)
- Le khanat Qasim (1452 - 1681)
- Le khanat d'Astrakhan (1466 - 1556)
- Les Bachkirs
- L'état d'Idel-Oural (1917 - 1918)

#### Caucase
- La dynastie des Samanides (819 - 1005)
- La dynastie des Qarakhanides (840-1212), en Transoxiana
- L'empire khwarazmien (1077 - 1231)
- Le khanat de Djaghataï (1220 - 1334)
- La dynastie des Timourides (1370 - 1507)
- La dynastie des Chaybanides (1429 - 1598)
- Le khanat de Sibérie (XVe siècle - 1598)
- Le khanat de Yarkand (1514 - 1705)
- Imamat du Caucase (1828 – 1859)
- La république tchétchène d'Itchkérie (1991 - 2000)

### Asie du sud

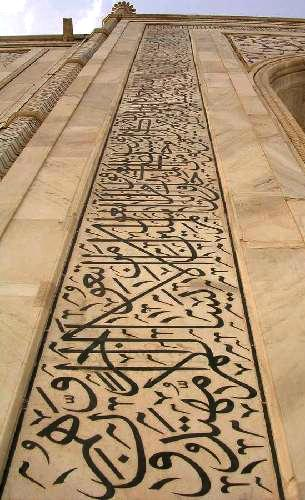
Taj Mahal

Sous-continent indien et Afghanistan
- Le Ghorides (879 - 1215)
- Les Ghaznévides (977 - 1186)
- La dynastie mamelouke de Delhi (1206 - 1290)
- La dynastie des Khaldji (1290 - 1320)
- La dynastie des Tughlûq (1321 - 1414)
- Le sultanat Bahmani (1347 - 1527)
- Le sultanat du Bengale (1352 - 1576)
- Le sultanat de Malva (1392 - 1562)
- Le sultanat de Jaunpur (1394 - 1479)
- Le sultanat du Gujarat (1407 - 1573)
- La dynastie des Sayyid (1414 – 1451)
- La dynastie des Lodi (1451 - 1526)
- L'empire moghol (1526 - 1857)
- Les sultanats du Deccan (1527 - 1686)
- L'empire suri (1540 - 1556)
- L' empire Durrani (1747 - 1826)

### Asie du sud-est
Archipel malais (Indes orientales) (Indonésie, Malaisie et Brunei) 
- Le sultanat de Tidore (1081 - 1904)
- Le sultanat de Kedah (1136 - )
- Le royaume d'Aru (1225 - 1613)
- Le sultanat de Ternate (1257 - 1914)
- Le sultanat de Kelantan (1267 - )
- Le sultanat de Gowa (XIVe siècle)
- Le sultanat de Makassar
- Le royaume Pagaruyung (1347 - 1833)
- L'empire bruneien (1368 -  1888)
- Le sultanat de Malacca (1400 - 1511)
- Le royaume de Tallo (XVe siècle - 1856)
- Le sultanat de Cirebon (1430 - 1666)
- Le sultanat de Pahang (1475 - )
- Le sultanat de Demak (1475 - 1554)
- Le sultanat d'Aceh (1496 - 1904)
- Le sultanat de Bacan (1521 - )
- Le sultanat de Banjar (1526 - 1860)
- Le royaume de Sumedang Larang (1527 - 1620)
- Le sultanat de Banten (1527 - 1813)
- Le sultanat de Kalinyamat (1527 - 1599)
- Le sultanat de Johor (1528 - )
- Le sultanat de Perak (1528 - )
- Le royaume de Pajang (1568 - 1618)
- Le sultanat de Langkat (1568 - 1946)
- Le sultanat Mataram (1586 - 1755)
- Le sultanat du Sarawak (1598 - 1641)
- Le sultanat de sambas (1609 - 1956)
- Le sultanat de Bima (1620 - 1958)
- Le sultanat d'Asahan (1630 - 1946)
- Le sultanat Deli (1632 - 1946)
- Le sultanat de Sumbawa (1674 - 1988)
- Le sultanat de Siak (1723 - 1946)
- Le sultanat de Serdang (1723 - 1946)
- Le sultanat de Terengganu (1725 - )
- Le sultanat de Bulungan (1731 - 1964)
- Le Sultanat de Selangor (1743 - )
- Le sultanat de Yogyakarta (1755 - 1945)
- Le sunanat de Surakarta (1755 - 1946)
- Le sultanat de Pontianak (1771 - 1950)
- Le royaume de Negeri Sembilan (1773 - )
- Le royaume de Perlis (1842 - )
- Le royaume Adonara

Îles philippines

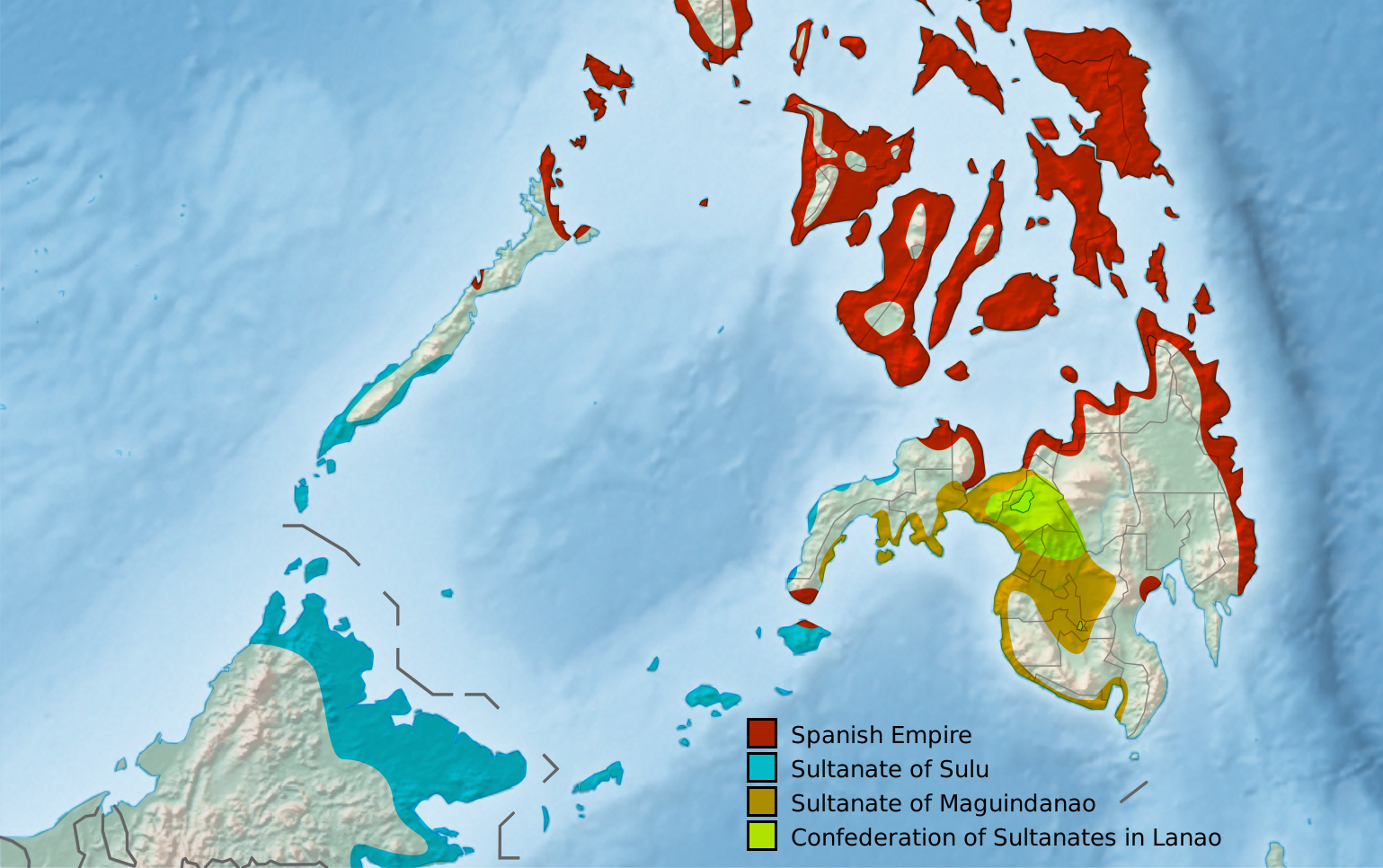
Étendue approximative des sultanats musulmans aux Philippines

- La Confédération des sultanats à Lanao
- Le sultanat de Sulu (c. 1405-1915, 1962-1986)
- Le sultanat de Maguindanao (v. 1515–1888)